# Apanteles contaminatus
Apanteles contaminatus är en stekelart som först beskrevs av Alexander Henry Haliday 1834.  Apanteles contaminatus ingår i släktet Apanteles och familjen bracksteklar. Inga underarter finns listade i Catalogue of Life.